# William Brade
William Brade va ser un compositor, violinista i violista anglès de finals del Renaixement i principis del Barroc, 1560-1526 de febrer de 1630) principalment actiu al nord d'Alemanya. Brade va ser el primer anglès a escriure una canzona, una forma italiana, i probablement el primer a escriure una peça per a violí sol.
En tres distintes etapes, 1594-96, 1599-1606 i 1620-22, pa pertànyer a la capella reial de música a Copenhaguen. Ja abans de 1594 i, de nou, des de 1596 a 1599 i de 1619 a 1620, serví en l'exèrcit del principat de Brandenburg, al final com a director d'orquestra. Fou director de la banda municipal d'Hamburg de 1609 a 1614, any en què passà a la cort dels Slesvig-Holstein i el 1618 a Halle (Saxònia-Anhalt).
Durant la seva estada a Hamburg va publicar quatre volums de peces de ball corejades. Les col·leccions de Füllsack i Hildebrand (1607-1609) contenen peces de ball de Brade.